# تبعات عملية طوفان الأقصى
أزمة الشرق الأوسط أو صراع الشرق الأوسط (2023 – الآن) أو تبعات عملية طوفان الأقصى هو مصطلح يطلق على سلسلة النزاعات المترابطة وعدم الاستقرار والتصعيد المتزايد والمستمر في منطقة الشرق الأوسط، والتي بدأت بالهجوم الذي شنَّته حركات المقاومة الفلسطينية بقيادة حماس على إسرائيل في السابع من أكتوبر 2023 المعروف بـ"عملية طوفان الأقصى"، وبدء عدوان إسرائيل على قطاع غزة، وتوسُّع دائرة الصراع لتشمل دولاً عديدة في منطقة الشرق الأوسط، وتعدُّد جبهات الصراع والتي شملت –إلى جانب جبهة غزة والضفة الغربية– جبهة حزب الله في لبنان، وجبهة البحر الأحمر والحوثيين في اليمن، وصراع إسرائيل وإيران، وتهديدات إقليمية أخرى في الأردن ومصر وسوريا والعراق ودول الخليج العربي. ويوم السابع من أكتوبر 2023 يعتبر نقطة تحوُّل حادة تجاوزت الصراع المحصور في غزة وأصبح لها تداعيات سياسية وعسكرية وإنسانية واقتصادية شملت المنطقة بالكامل. الولايات المتحدة وإيران لا ترغبان بتوسيع الصراع ولا خوض حرب إقليمية، لكنَّ التصعيد المتزايد والمستمر من قِبَل إسرائيل في الشرق الأوسط يهدِّد باندلاع حرب إقليمية شاملة.

## خلفية الأحداث
في فجر يوم السبت بتاريخ السابع من أكتوبر 2023، شنَّت حركات وفصائل المقاومة الفلسطينية بقيادة حماس عملية عسكرية أطلقت عليها عملية طوفان الأقصى وهي عملية مستمرة وممتدَّة، بدأت بإطلاق ما لا يقل عن 5000 آلاف صاروخ باتجاه الأراضي المحتلة وغلاف غزة وقد أعلن القائد العام لكتائب القسَّام –الجناح العسكري لحركة حماس– محمد الضيف أن العملية جاءت ردًّا على "الانتهاكات الإسرائيلية في باحات المسجد الأقصى واعتداء المستوطنين الآسرائيليين على المواطنين الفلسطينيين في القدس والضفة والداخل المحتل". ردَّت إسرائيل بالقصف المكثف قبل أن تعلن في اليوم التالي أنها في"حالة حرب"، وقد اعترف جيش إسرائيل أن حركة حماس بدأت عملية مزدوجة شملت إطلاق الصواريخ وتسلل مسلحين إلى الأراضي الإسرائيلية وغلاف غزة، ما أدَّى إلى وقوع قتلى وجرحى، وقال"حركة حماس ستدفع ثمناً باهظاً" قبل أن يبدأ العدوان وتشديد الحصار على غزة في اليوم التالي. في اليوم الثاني قالت هيئة البث الإسرائيلية أن عدد قتلى وجرحى هجوم المقاومة وحماس ارتفع إلى 300 قتيل وأكثر من 1590 جريح، وأعلن الناطق الرسمي باسم كتائب القسَّام أبو عبيدة أن عدد أسرى أكثر بكثير وأضعاف ما يعتقده نتنياهو، وقدَّرت وسائل الإعلام العبرية أن هناك نحو مئة أسير –بينهم مدنيون وضباط وجنود– في غزة، ووصل عددا شهداء القصف الإسرائيلي في اليوم الثاني إلى 413 شهيداً –بينهم 78 طفلاً و41 امرأة– و 2300 جريح، فيما أعلن حزب الله إطلاق 3 صواريخ نحو مزارع شبعا المحتلة، ما يعني دخوله رسمياً في الحرب كجبهة إسناد لغزة، وتتابع توسُّع الجبهات ودخلت أطراف جديدة.
في اليوم الثاني لحرب غزة فتح حزب الله جبهة الإسناد الأولى لغزة والتي تعرف بجبهة الشمال، وبعد أيام التحقت حركة أنصار الله الحوثيين في اليمن بالمركب، وهي الجبهة الثانية والمعروفة بجبهة البحر الأحمر، مما أدَّى إلى توسُّع الحرب جغرافياً، وأصبحت أكثر كلفة وأوسع نطاقاً على إسرائيل، فقد ركَّز حزب الله هجماته على معسكرات الجيش الإسرائيلي المحاذية لحدود لبنان الجنوبية، وشملت هجماته المعسكرات في الجولان السوري المحتل، وجبهة البحر الأحمر فأدَّت إلى تأثيرات سلبية على الموانئ الإسرائيلية، وأصبح بعضها خاوياً تماماً من السفن، وأعلنوا أن عملياتهم مستمرة حتى يُسمح بدخول الغذاء والدواء لأهالي غزة، ولم ترجع عن موقفها رغم استهداف المقاتلات الإسرائيلية للحديدة في اليمن مرتين. وأيضاً الجبهة العراقية والمليشيات المدعومة من إيران، التي استمرت في استهداف أهداف حيوية بالصواريخ والطائرات المسيرة بلغ عددها بعد عام إلى 211 هجوماً.
ومع كل هذه الجبهات المساندة لغزة، نأتي على إسرائيل والدعم الأمريكي والغربي لها، وفي الصدارة تأتي الولايات المتحدة كأكبر داعم لإسرائيل عسكرياً ومالياً ودبلوماسياً وكل المجالات.

## الأحداث حسب البلد

### إسرائيل وفلسطين

خريطة السيطرة داخل قطاع غزة ومحيطه في الحرب الفلسطينية الإسرائيلية حتى 10 يناير 2025

#### الضفة الغربية
طولكرم وجنين

### اليمن

#### هجمات أنصار الله الحوثيين على السفن التجارية في مضيق باب المندب

خريطة توزع هجمات حركة الحوثي على السفن التجارية خلال الحرب بين إسرائيل وحماس والوضع في مضيق باب المندب.

شنت القوات المسلحة اليمنية الموالية لحركة أنصار الله الحوثيين هجماتٍ على إسرائيل خلال الحرب بهدف ما أعلنت الضغط على إسرائيل لوقف حربها على قطاع غزة التي قتل فيها آلاف الفلسطينيين معظمهم من النساء والأطفال، واشتملت الهجمات على عمليات قصف لإسرائيل باستخدام الصواريخ الباليستية والجوالة والطائرات المسيرة، وأعلنت الحركة منع مرور السفن الإسرائيلية من مضيق باب المندب والبحر الأحمر والبحر العربي وشنت هجمات على السفن الإسرائيلية باستخدام المسيرات البحرية والصواريخ البحرية واحتجزت سفينة واحدة على الأقل.
في 19 أكتوبر، أعلنت وزارة الدفاع الأمريكية إسقاط المدمرة البحرية الأمريكية يو إس إس كارني عدة صواريخ كانت متجهة شمالًا فوق البحر الأحمر باتجاه إسرائيل. في 31 أكتوبر/تشرين الأول، قال المتحدث العسكري باسم الحوثيون، إن الجماعة أطلقت صواريخ باليستية وطائرات بدون طيار باتجاه إسرائيل، وأنها ستواصل القيام بذلك «نصرة للإخوة المظلومين في فلسطين» في 19 نوفمبر، زادت التوترات عندما اختطف الحوثيون «سفينة جالاكسي ليدر»، المملوكة لشركة تابعة لرجل أعمال إسرائيلي وعلى متنها 25 فردًا، باستخدام مروحية ميل مي 17. وفي 3 ديسمبر/كانون الأول، أعلن الحوثيون مهاجمة سفينتين، «يونيتي إكسبلور» و«نمبر ناين»، يعتقد أنهما مرتبطان بإسرائيل، من أجل «منع السفن الإسرائيلية من الإبحار في البحر الأحمر».

#### طائرة مسيرة للحوثيون على تل أبيب وغارات إسرائيلية على اليمن
في 19 يوليو 2024، شنت بطائرة بدون طيار تابعة للحوثيون غارة على تل أبيب والتي أسفرت عن مقتل مستوطن وإصابة 10 أشخاص، ردًا على ذلك وفي 20 يوليو، شنت إسرائيل غارات جوية على منشآت عسكرية ومستودعات نفط في ميناء الحديدة جنوب اليمن ما أسفر عن استشهاد 6 وإصابة 84 آخرين.

#### الغارات الجوية بقيادة الولايات المتحدة والمملكة المتحدة على مناطق سيطرة الحوثيين في اليمن
بعد منتصف الليل وفي فجر يوم الجمعة الموافق 12 يناير 2024 شُنَّت غارات جوية على مناطق سيطرة أنصار الله الحوثيين في اليمن عُرفت باسم عملية رامي بوسيدون وهي سلسلة غارات شُنَّت من قِبَل عدَّة دول بقيادة الولايات المتحدة والمملكة المتحدة، وقد شملت الهجمات أمانة العاصمة صنعاء ومحافظات صنعاء وصعدة والحديدة وتعز وذمار والبيضاء وحجة،

### سوريا
حدثت عدة هجمات من فصائل مسلحة على القواعد الأمريكية في العراق وسوريا بالتزامن مع عملية طوفان الأقصى، في 24 أكتوبر، أفادت مصادر أن غاراتٍ جوية الإسرائيلية في محافظة درعا جنوبي سوريا أدت إلى مقتل ثمانية جنود سوريين وإصابة سبعة آخرين، وفقًا لوكالة الأنباء السورية الرسمية، واعترف الجيش الإسرائيلي بالغارات الجوية، قائلاً إنها كانت رداً على صاروخين أطلقا من سوريا على شمال إسرائيل.
وفي 12 أكتوبر/ تشرين الثاني، قصفت إسرائيل مطاري دمشق حلب في سوريا ما أدى لخروجهما مؤقتاً عن الخدمة وذكرت مصادر مقتل شخصين. وفي 20 كانون الأول/ديسمبر، أُطلقت أربعة صواريخ من سوريا على مرتفعات الجولان التي تحتلها إسرائيل، ما أدى لإطلاق صفارات الإنذار في مسعدة وعين قينية، وقصف الجيش الإسرائيلي مصدر النيران واستهدف موقعا للجيش السوري رداً على ذلك.
وفي 20 يناير 2024، أُعلن مقتل أربعة أعضاء مستشارين من الحرس الثوري الإيراني في غارة جوية إسرائيلية على دمشق في سوريا.
بسبب الضعف الذي تعرض له حزب الله في لبنان نتيجة الضربات التي تعرض لها من قبل اسرائيل فقد سحب معظم قواته من الأراضي السورية وهي القوات التي لعبت دوراً حاسماً في إبقاء نظام الأسد لفترة طويلة من عمر الحرب الأهلية، إضافة إلى الضربات المكثفة التي تعرضت له القوات الإيرانية في سوريا، وانشغال روسيا بالحرب في أوكرانيا فقد أدى ذلك إلى وجود فراغ في القوات المتحالفة مع نظام بشار الأسد الأمر الذي استغلته المعارضة السورية لشن هجومها النهائي في الحرب الأهلية السورية والذي أدى إلى إسقاط النظام السوري وتولي المعارضة للحكم.
وقد تبع ذلك اجتياحاً إسرائيلياً لبعض الأجزاء الجنوبية من البلاد بحجة تأمين حدود اسرائيل من تبعات الفوضى.

### لبنان

المناطق التي تسيطر عليها إسرائيل.
سوريا.
مرتفعات الجولان التي تحتلها إسرائيل.
أماكن وجود حزب الله في لبنان.
المناطق التي أمرت إسرائيل بإخلائها.

وقعت سلسلة من الاشتباكات الحدودية على طول الحدود الإسرائيلية اللبنانية حيث في 8 تشرين الأول/أكتوبر، شن حزب الله هجوماً مدفعياً على مواقع إسرائيلية في مزارع شبعا؛ وقوبل هذا بالرد حينما أطلقت القوات الإسرائيلية قذائف مدفعية وقصف جوي على بلدة كفرشوبا ومزرعة بسطرة. ووقعت مناوشات بين الطرفين كل يوم منذ ذلك الوقت وامتدت إلى مرتفعات الجولان المحتلة، أسفرت الاشتباكات عن مقتل قرابة 513 مسلحًا لبنانيًا و15 جنديًا إسرائيليًا، بالإضافة إلى مئات المدنيين اللبنانيين و15 مدنيًا سوريًا وستة مدنيين إسرائيليين، وجندي واحد من الجيش اللبناني، وتهجير حوالي 96,000 شخصًا في شمال «إسرائيل، ونزوح أكثر من 500,000 شخصًا في جنوب لبنان.
غارة على مجدل شمس وغارة إسرائيلية على بيروت
في 27 يوليو 2024، سقط صاروخ على قرية مجدل شمس الدرزية في هضبة الجولان المحتلة، حيث أصاب ملعب كرة قدم محلي، مما أدى لمقتل 12 طفلًا وإصابة 34 آخرين، واتهمت إسرائيل حزب الله بالهجوم، لكن الحزب نفى مسؤوليته عنه. وفي 30 يوليو 2024، شنت إسرائيل غارة على حارة حريك في الضاحية الجنوبية من بيروت في لبنان، وهو ما أدى لاستشهاد 3 مدنيين وإصابة 74 آخرين وإدعت إسرائيل أنها اغتالت القائد في حزب الله فؤاد شكر.
التصعيد
في 17 سبتمبر 2024، قُتل ما لا يقل عن 37 شخصًا وأصيب آلاف آخرون بمن فيهم أعضاء حزب الله والمدنيون في جميع أنحاء لبنان وسوريا في أعقاب انفجارات متعددة لأجهزة الاستدعاء التي يستخدمها حزب الله لمنع استهداف أعضائه بإشارات الهاتف المحمول، ومن بين المصابين الذين وردت تقارير عنهم السفير الإيراني في لبنان مجتبى أماني. وفي 18 سبتمبر 2024، وقعت سلسلة ثانية من الانفجارات شملت أجهزة اتصال تابعة لحزب الله في جميع أنحاء لبنان. وفي 20 سبتمبر، شنت إسرائيل غارة جوية في الضاحية الجنوبية لبيروت استهدفت القيادي الكبير في حزب الله إبراهيم عقيل، أسفرت الغارة عن استشهاد ما لا يقل عن 45 شخصًا منهم مدنيون وجرح العشرات، قتل في الغارة عقيل و12 من القادة الآخرين إضافة المدنيين من النساء والأطفال. في 21 سبتمبر، زعم الجيش الإسرائيلي أنه "فكك بالكامل تقريبًا" سلسلة القيادة العسكرية لحزب الله، بين 19 و22 سبتمبر، شن حزب الله هجمات صاروخية متعددة ضد إسرائيل أدت لإصابة العديد من المدنيين وإلحاق أضرار بالبنية التحتية، وقال الحزب إنه استهدف قواعد جوية إسرائيلية وقواعد استخبارات ودبابة. في 23 سبتمبر، نفذت إسرائيل أكثر من 1600 ضربة على مختلف أنحاء جنوب لبنان ومناطق أخرى في أعنف هجوم لها على لبنان منذ عام 2006، أسفرت عن استشهاد نحو 558 شخصًا على الأقل وإصابة أكثر من 1835 آخرين بما في ذلك الأطفال والنساء والمسعفين وفقًا لوزارة الصحة اللبنانية. أطلق حزب الله أكثر من 300 صاروخ على إسرائيل في نفس اليوم. وفي 26 سبتمبر، أسفرت غارة إسرائيلية على مبنى في بلدة يونين عن استشهاد 23 شخصًا على الأقل.
في 27 سبتمبر، قصف الجيش الإسرائيلي المقر المركزي لحزب الله في بيروت، مستهدفة زعيم الحزب حسن نصر الله. وأفادت المنار أن أربعة مبان انهارت في الهجوم. قُتل ما لا يقل عن ستة أشخاص بمن فيهم نصر الله وأصيب ما لا يقل عن 100. في 28 سبتمبر، قصف الجيش الاسرائيلي مراكز الدفاع المدني وعيادة طبية في الطيبة ودير سريان مما أسفر عن استشهاد 11 شخصًا.

#### الغزو الإسرائيلي
في الأول من أكتوبر/تشرين الأول، أكد الجيش الإسرائيلي أنه ينفذ عملية برية "محدودة ومحلية" في جنوب لبنان، وأسفرت غارة إسرائيلية على منزل في بلدة الداودية عن استشهاد 10 أشخاص على الأقل وإصابة خمسة آخرين، في الثاني من أكتوبر/تشرين الأول، تعرضت القوات الإسرائيلية لكمين نصبه مقاتلو حزب الله في العديسة وأجبرت على التراجع أثناء محاولتها تفكيك البنية التحتية للمسلحين، وقُتل ستة جنود من وحدة إيجوز وأصيب عدة أشخاص آخرين، بما في ذلك خمسة في حالة خطيرة. قُتل جنديان من لواء جولاني. وزعم الجيش الإسرائيلي إن 20 مسلحًا من حزب الله قُتلوا خلال الاشتباكات. دمرت غارة جوية إسرائيلية ثلاثة منازل في وادي البقاع مما أسفر عن استشهاد 11 شخصًا. في الثالث من أكتوبر/تشرين الأول، أسفرت غارة إسرائيلية على مبنى البلدية في بنت جبيل عن مقتل 15 شخصًا. في 7 أكتوبر، أسفرت غارتان جويتان إسرائيليتان في بلدات جنوب بيروت عن مقتل 12 شخصًا على الأقل. قصفت طائرات حربية إسرائيلية محطة إطفاء تابعة للهيئة الصحية الإسلامية في برعشيت، مما أسفر عن استشهاد عشرة أشخاص. في 10 أكتوبر، أسفرت غارة جوية إسرائيلية في وسط بيروت عن استشهاد 22 شخصًا على الأقل وإصابة 117 آخرين. وزعمت إسرائيل إنها كانت تستهدف وفيق صفا، لكن ورد أن صفا نجا في 12 أكتوبر، قُتل أربعة جنود إسرائيليين وأصيب 61 آخرون في غارة بطائرة بدون طيار على قاعدة للجيش بالقرب من بنيامين جنوبي حيفا. في 14 أكتوبر، أسفرت غارة جوية إسرائيلية على مبنى سكني في عيتو شمال لبنان عن استشهاد 21 شخصًا على الأقل، وفي 15 أكتوبر، قالت المفوضية العليا للأمم المتحدة لشؤون اللاجئين إن أكثر من 25% من لبنان كان تحت أوامر الإخلاء الإسرائيلية. أدت الغارات الجوية الإسرائيلية في قانا لإستشهاد 15 شخصًا. في 16 أكتوبر، أسفرت غارة جوية إسرائيلية على مبنى بلدية النبطية عن استشهاد 16 شخصًا على الأقل، بمن فيهم رئيس بلدية البلدة أحمد كحيل وإصابة 52 آخرين. كما فجرت القوات الإسرائيلية عبوات ناسفة في جميع أنحاء بلدة المحجبب، موطن قبر النبي بنيامين، مما أدى لتدميرها بالكامل تقريبًا. ظهرت مقاطع فيديو لجنود يضحكون ويحتفلون وهم يشاهدون الدمار من مسافة بعيدة، في 19 أكتوبر، ضربت طائرة بدون طيار منزل بنيامين نتنياهو في قيسارية، لم يكن نتنياهو في المنزل في ذلك الوقت ولم ترد أنباء عن وقوع إصابات. أعلن حزب الله لاحقًا مسؤوليته عن الهجوم. في 22 أكتوبر، أسفرت غارة جوية إسرائيلية على منزل في تفاحتا عن مقتل 19 شخصًا. وأسفرت غارة جوية إسرائيلية بالقرب من مستشفى رفيق الحريري الجامعي في بيروت عن مقتل 18 شخصًا على الأقل وإصابة 60 آخرين على الأقل. في 23 أكتوبر، زعم الجيش الإسرائيلي إنه قتل ثلاثة من قادة قطاع حزب الله و70 من مقاتلي حزب الله الآخرين. واستؤنفت الهجمات الجوية على الضاحية في ما وصف بأنه إحدى أسوأ ليالي القصف في الحي حتى الآن، حيث تدمير ستة مبانٍ، بما في ذلك مكاتب قناة الميادين في سبعة عشر غارة. في 24 أكتوبر، هاجمت القوات الجوية الإسرائيلية أكثر من 160 هدفًا في لبنان. في 27 أكتوبر، زعمت القوات الجوية الإسرائيلية أنها قتلت 70 مقاتلاً من حزب الله. في 29 أكتوبر، استشهد تسعة أشخاص في غارة جوية إسرائيلية جنوب شرق صيدا، وأسفرت غارة جوية أخرى في الصرفند عن مقتل 10 أشخاص. وفي 30 أكتوبر، ضربت القوات الجوية الإسرائيلية أكثر من 100 هدف في لبنان. أدت الغارات الجوية الإسرائيلية في سحمر لاستشهاد 11 شخصًا. وفي 30 أكتوبر، أدت الغارات الإسرائيلية لاستشهاد 19 شخصاً في بلدتين في قضاء بعلبك. في الأول من نوفمبر/تشرين الثاني، أسفرت غارة جوية إسرائيلية على منزل في أمهز عن مقتل 12 شخصًا على الأقل. في الخامس من نوفمبر/تشرين الثاني، أسفرت غارة إسرائيلية على مبنى سكني في برجا عن مقتل 30 شخصًا على الأقل وإصابة الآخرين. في السابع من نوفمبر/تشرين الثاني، زعم سلاح الجو الإسرائيلي إنه ضرب حوالي 20 موقعًا في وادي البقاع وشمال نهر الليطاني أسفرت عن مقتل حوالي 60 من عناصر حزب الله قبل يوم واحد. في العاشر من نوفمبر/تشرين الثاني، أسفرت غارة إسرائيلية على مركز للدفاع المدني تابع لجمعية الكشافة الإسلامية في رأس العين بلبنان عن مقتل 15 شخصًا وإصابة اثنين آخرين. وأسفرت غارة إسرائيلية على منزل في علمات بقضاء جبيل عن استشهاد 23 شخصًا وإصابة ستة آخرين. في 11 نوفمبر، أدت غارة جوية إسرائيلية على مبنى في عين يعقوب لاستشهاد 14 شخصًا على الأقل وإصابة 15 آخرين وفقدان بعض الأشخاص تحت الأنقاض. وفي 12 نوفمبر، أدت غارة جوية إسرائيلية في بلدة جون لإستشهاد 15 شخصًا وإصابة 12 آخرين. وفي 14 نوفمبر، أدت غارة جوية إسرائيلية على مركز للدفاع المدني في دورس بلبنان إلى مقتل 15 شخصًا على الأقل. في 23 نوفمبر، أدت غارة جوية إسرائيلية على مبنى في منطقة البسطة في وسط بيروت لاستشهاد 29 شخصًا على الأقل وإصابة 67 آخرين وقالت إسرائيل أنها استهدفت المسؤول في حزب الله محمد حيدر. أفادت التقارير أن الهدف لم يكن موجودًا في المبنى. في 26 نوفمبر، وافقت إسرائيل على إتفاق وقف إطلاق النار مع حزب الله. وفي 27 نوفمبر/تشرين الثاني، زعم الجيش الإسرائيلي أنه قتل عدة عشرات من عناصر حزب الله في غاراته على قاعدة لقوة رضوان في وادي البقاع في الليلة التي سبقت الهدنة. دخل اتفاق وقف إطلاق النار بين إسرائيل وحزب الله حيز التنفيذ في الساعة 4:00 صباحًا بتوقيت UTC+02:00.
تكبد حزب الله خسائر كبيرة خلال الحرب ضد إسرائيل، إذ قُتل نحو 4000 عنصر وأصيب حوالي 3000 آخرين إصابات أخرجتهم من الخدمة الفعلية، كما انسحب قرابة 2000 مقاتل من صفوفه بشكل طوعي بعد اغتيال نصرالله. هذه التطورات تعكس تراجعًا ملحوظًا في القدرات البشرية والتنظيمية للحزب، وتثير تساؤلات حول مستقبله السياسي والعسكري في لبنان والمنطقة.

### إيران
في 24 نوفمبر 2023، هاجمت طائرة بدون طيار يشتبه أنها إيرانية السفينة CMA CGM Symi، المملوكة لشركة Eastern Pacific Shipping، التي تديرها إسرائيل، في المحيط الهندي، وفقًا لمسؤول دفاعي أمريكي. وقال مصدر مجهول إن الطائرة بدون طيار يشتبه في أنها من طراز «شاهد 136» تسبب الهجوم في أضرار للسفينة لكنه لم يصب أيًا من أفراد الطاقم.
وفي ديسمبر/كانون الأول، أفادت التقارير أن الجيش الأميركي كان يتطلع إلى تشكيل قوة مهام بحرية لحماية التجارة ضد «المضايقات الإيرانية».
في 23 ديسمبر/كانون الأول، هاجمت طائرة بدون طيار يشتبه في أنها إيرانية ناقلة النفط التابعة لإسرائيل إم في كيم بلوتو في المحيط الهندي، قبالة سواحل ولاية جوجارات. ولم يلحق الهجوم أي أذى بأي من أفراد طاقمها البالغ عددهم 20 فردًا، لكنه تسبب في حريق تم إخماده. وبحسب ما ورد كانت السفينة تحمل نفطًا سعوديًا إلى مانجالور بالهند.
في 13 أبريل، إستولت البحرية التابعة للحرس الثوري الإيراني على سفينة الحاويات إم إس سي «MSC ARIES» التي تحمل العلم البرتغالي في مضيق هرمز عبر مروحية وأعادت توجيهها إلى الأراضي الإيرانية، وكانت السفينة مملوكة جزئيًا لشركة MSC التابعة لمجموعة «Zodiac Maritime» التي يديرها رجل أعمال إسرائيلي.
الضربات الإيرانية على إسرائيل
تبعها في يوم 14 أبريل 2024، شنِ إيران هجمات عسكريَّة جويَّة محدودة بطائرات مُسيَّرة وعددٍ من الصَّواريخ البالستيَّة شَنّها الحرس الثوري الإيراني على عدة أهداف في إسرائيل شملت مطارات فيما سمي في إيران بـعملية الوعد الصَّادق (بالفارسيَّة: وعده صادق)، والتي إعتبرت أول هجوم مباشر لإيران على إسرائيل منذ بداية حرب الوكالة بينها وبين إسرائيل بعد الثورة الإسلامية الإيرانية واستمرت الهجمات من ليل 13 أبريل وحتى فجر 14 أبريل، وأطلق بالهجوم ما بين 100 إلى 500 مسيرة وصاروخ تزامن ذلك مع إطلاق الحوثيين مسيرات من اليمن وإطلاق حزب الله عشرات الصواريخ تجاه الجولان المحتل، بالتزامن مع الهجوم أعلنت عدة دول عربية إغلاق مجالها الجوي بعد الهجوم منها العراق والأردن ولبنان. وإدعت إسرائيل أن إيران أَطْلَقَت أكثر من 300 صاروخ طائرة مسيرة، وأن الغالبية العظمى منها اعتُرِضت بنجاح. وفي الأول من أكتوبر 2024، بدأت إيران هجومًا ثانيًا بإطلاق الصواريخ على إسرائيل في موجتين على الأقل، مع سماع صفارات الإنذار في جميع أنحاء البلاد. وسُمع دوي انفجارات في سماء تل أبيب والقدس. [ 808 ] وأكد الجيش الإسرائيلي أن إيران أطلقت أكثر من 100 صاروخ. [ 810 ]
اغتيال إسماعيل هنية
في 31 يوليو 2024، اغتيل إسماعيل هنية رئيس المكتب السياسي لحركة حماس في العاصمة الإيرانية طهران بعدما كان في زيارةٍ لها للمشاركة في مراسم تنصيب الرئيس الإيراني الجديد مسعود بزشكيان، وذكرت وسائل الإعلام الإيرانية أن غارة إسرائيلية وقعت في الساعة 2:00 واستهدفت مقر إقامة لقدامى المحاربين في شمال طهران، حيث كان يقيم هنية. وقالت حماس إن هنية اغتيل «بغارة صهيونية غادرة».
الرد الإسرائيلي
في 12 أكتوبر، سمحت الولايات المتحدة بنشر أنظمة الدفاع الصاروخي ثاد وطواقم أمريكية لتجهيزها في إسرائيل تحسبًا لرد إيراني على الرد الإسرائيلي المخطط له على ضربات إيران في 1 أكتوبر. تم الإبلاغ عن هجمات إلكترونية ضخمة على المنشآت النووية والوكالات الحكومية الإيرانية. كشفت وثائق استخباراتية أمريكية مسربة أن إسرائيل كانت تجري عمليات سرية بطائرات بدون طيار فوق إيران استعدادًا لضربة. وأظهرت الوثائق أيضًا أن وكالة الاستخبارات الجغرافية الوطنية الأمريكية كانت تراقب تحركات الأسلحة الإسرائيلية والقوات البرية والدفاعات الجوية والبحرية والقوات الجوية والقوات الخاصة والأسلحة النووية، لكنها تفتقر للمعلومات الاستخباراتية لتوقع ضربة إسرائيلية. لم تجد المخابرات الأمريكية أي مؤشر على أن إسرائيل تخطط لاستخدام الأسلحة النووية في ردها. في 23 أكتوبر، قال غلام رضا جلالي، رئيس المنظمة الوطنية للدفاع السلبي في إيران، إن الهجمات الإلكترونية الإسرائيلية ضد المصالح الإيرانية مستمرة، لكنها تواجه استراتيجية دفاعية "طبقة تلو الأخرى" أبقتها تحت السيطرة. في 24 أكتوبر، زعم قائد الحرس الثوري الإيراني حسين سلامي أن أنظمة ثاد لن تكون كافية إذا دفعت إسرائيل إيران إلى شن هجوم بمهاجمة إيران.
وفي 19 أبريل 2024، أفيد شن الطيران الإسرائيلي سلسلة من الهجمات على مواقع عسكرية إيرانية حيث قصفت عدة مواقع في إيران في قهاجاورستان، بالقرب من مركز مدينة أصفهان، بينما نفت إيران وقوع هجمات خارجية. وفي 26 أكتوبر، نفذ الجيش الإسرائيلي غارات جوية في إيران ردًا على هجماته ضد إسرائيل. قُتل مدني إيراني وأربعة جنود إيرانيين في الضربات.

### العراق

خريطة الهجمات على القواعد الأمريكية في العراق والأردن وسوريا.

شاركت العديد من الفصائل العراقية المدعومة من قبل إيران في عمليات استهداف إسرائيل بالمسيرات والصواريخ بعيدة المدى وكان لها تأثير محدود مقارنة ببقية جبهات الهجوم على إسرائيل نتيحة ضعف المسافة وقلة الإمكانيات لدى الفصائل المشاركة والتي لا تنضوي تحت هيكل الحكومة العراقية، أدى ذلك إلى العديد من التهديدات الإسرائيلية للحكومة العراقية.
ومنذ نوفمبر 2023، أعلنت المقاومة الإسلامية في العراق مسؤوليتها عن هجمات بطائرات بدون طيار وصواريخ ضد أهداف داخل إسرائيل، حيث وفي 2 نوفمبر/تشرين الثاني، أعلنت مسؤوليتها عن هجوم ضد «هدف إسرائيلي حيوي» على ساحل البحر الميت رداً على «الهجمات الإسرائيلية على المدنيين الفلسطينيين في غزة»، وذكرت الجماعة أن «المقاومة الإسلامية ستستمر في دكّ معاقل العدو». وفي 3 نوفمبر، أعلنت مسؤوليتها عن الهجوم الصاروخي على إيلات. وفي 12 نوفمبر، أعلنت مسؤوليتها عن هجوم صاروخي آخر على إيلات. وفي 21 ديسمبر، أعلنت مسؤوليّتها عن هجوم بطائرة بدون طيار على إيلات وأنها قصفت هدفاً، والذي ورد أن القوات الجوية الأردنية اعترضته، وتبعها إعلان مسؤوليّتها عن هجوم بطائرة بدون طيار على منصة كاريش بعد ساعات من الهجوم على إيلات الذي أسقطته طائرات مقاتلة تابعة للجيش الإسرائيلي. وفي أواخر يناير/كانون الثاني، أعلنت المقاومة الإسلامية في العراق أنها دخلت المرحلة الثانية من عملياتها التي شملت حصار الطرق البحرية المتوسطة المؤدية إلى الموانئ الإسرائيلية وتعطيل الموانئ.

### دول الخليج العربي
معظم دول الخليج العربي تميل إلى فكرة حل الصراع العربي الإسرائيلي بالطرق السلمية وحل الدولتين كما تملك بعضها علاقات دبلوماسية مع إسرائيل مثل الإمارات العربية المتحدة ومملكة البحرين وقبل بداية عملية طوفان الأقصى كانت المملكة العربية السعودية تقترب من التطبيع وإقامة علاقات مع اسرائيل شرط إقامة دولة فلسطينية، إلا أن العملية والحرب التي تبعتها أدت إلى غض الممكلة النظر عن مسار التطبيع.
بينما لا تزال دولة قطر تتحفظ على إقامة علاقات علنية مع اسرائيل وتبدي دعماً للفصائل الفلسطينية المسلحة من خلال الإعلام ورعاية المفاوضات واستضافة قادة تلك الفصائل على أراضيها.

## الملاحظات
1. ↑  وتشمل هذه الجماعات:
  -  حركة أمل[1][2]
  -  الجماعة الإسلامية[3]
  -  الحزب السوري القومي الاجتماعي